# 亞倫·哈里森
亞倫·馬利克·哈里森（英語：Aaron Malik Harrison，1994年10月28日—）為美國男子籃球運動員。
哈里森有個雙胞胎弟弟安德魯，同樣是籃球運動員。
2022年12月1日，P. LEAGUE+高雄17直播鋼鐵人宣布引進哈里森，中文登錄名「鑀倫」。2023年2月6日，鋼鐵人宣布與哈里森解除合約，哈里森代表鋼鐵人出賽9場，場均貢獻19.56分、5.11籃板、3.33助攻。

## 外部連結
- 亞倫·哈里森在fiba.basketball（英语）
- 亞倫·哈里森在NBA官網（英语）
- 亞倫·哈里森在NBA G聯盟官網（英语）
- 亞倫·哈里森在歐洲籃球聯賽官網（英语）
- 亞倫·哈里森在TBLStat.net（英语）
- 亞倫·哈里森在亞得里亞海聯賽官網（英语）
- 亞倫·哈里森在P. LEAGUE+官網
- 亞倫·哈里森在Basketball-Reference.com（NBA）（英语）
- 亞倫·哈里森在Basketball-Reference.com（NBA G聯盟）（英语）
- 亞倫·哈里森在Basketball-Reference.com（國際）（英语）
- 亞倫·哈里森在Sports-Reference.com（NCAA）（英语）
- 亞倫·哈里森在ESPN（NBA）（英语）
- 亞倫·哈里森在Eurobasket.com（球員）（英语）
- 亞倫·哈里森在Proballers（英语）
- 亞倫·哈里森在RealGM（英语）
- 亞倫·哈里森在Flashscore（英语）